# Dottor Mist
Dottor Mist (Doctor Mist) è un personaggio dei fumetti pubblicati dalla DC Comics creato da E. Nelson Brindwell e Ramona Fradon, comparso per la prima volta in The Super Friends n. 12 (luglio 1978). Dottor Mist è un supereroe, la cui figura è basata sia sui personaggi di Guardian of the Gate che sui personaggi di King Noot introdotti nel capitolo 18 di Wisdom's Daughter di Rider Haggart.

## Biografia del personaggio

### Origini
Nommo, il re-mago dell'impero africano di Kor, entrò nel Pilastro della Vita e gli fu fatto dono dell'immortalità. Successivamente prese il soprannome di "Dottor Mist".

### Guardiani del Globo (Pre-Crisi)
Dottor Mist riunì un numero di eroi internazionali per aiutare i Superamici a sconfiggere i Conquistatori. Successivamente, sempre su richiesta di Dottor Mist, anche Superman si aggregò. E fu proprio lui il primo a dare al gruppo il soprannome di Guardiani del Globo. Superman e molti dei Guardiani combatterono uniti contro la minaccia di Thaumar Dhai e la squadra di potenti maghi che lo adoravano. Dhai fu sconfitto quando si scoprì che i suoi poteri non erano altro che illusioni fatte da Superman. Successivamente, la squadra si unì per combattere contro gli Shadow Demons durante la Crisi sulle Terre infinite.
La maggior parte della storia pre-Crisi dei Guardiani del Globo non si trova più nella linea temporale corrente della continuity dell'Universo DC.

### Guardiani del Globo (post-Crisi)
Nel 1957, la nuova Comunità europea costituì il Dome, un'organizzazione di polizia sopra-nazionale. Ad un certo punto, Dottor Mist formò i Guardiani del Globo per servire come task force per il Dome.
Decenni dopo, il Dome perse i suoi finanziamenti quando, in parte a causa delle macchinazioni politiche del Dottor Klaus Cornelius, le Nazioni Unite decisero di chiudere il Dome e di fondare in sua vece la Justice League International. I Guardiani del Globo quindi si divisero con la scomparsa del Dottor Mist e del suo seguace Belphegor. Queen Bee di Byalya ricostituì il Dome nel suo paese. Quindi fece il lavaggio del cervello ai Guardiani del Globo perché fossero al suo servizio, creando addirittura un androide con le sembianze di Mist perché li guidasse.
Successivamente, il Dottor Mist ricomparve e aiutò i Guardiani Jack O'Lantern e Owlwoman a fuggire dal Byalya. Più tardi mise insieme un gruppo per liberare il resto dei Guardiani dal controllo mentale e quindi riformare la vecchia squadra, costruendo un nuovo quartier generale per il Dome da qualche parte su un'isola nel Pacifico.

### Primal Force
Essendo eterno, il corpo mistico di Dottor Mist fu annientato da una forza antica. Non di meno, si scoprì che era ancora vivo e stava bene dopo l'Ora zero. A quel tempo, facendosi chiamare "Maltis", formò un nuovo gruppo di eroi conosciuto come Leymen. Tuttavia, fu un gruppo di brevissima durata. Il tempo che Maltis passò nel gruppo fu ancora più breve, perché fu colpito da un attacco cardiaco poco dopo la formazione della squadra. Successivamente, fu apparentemente ucciso dopo essere stato gettato in una piscina piena di acido dal malvagio Mordrus.

## Poteri e abilità
Come risultato dell'esposizione al Pilastro della Vita, Dottor Mist ottenne l'immortalità. Può anche lanciare incantesimi, secondo una delle sue origini utilizzata per la fabbricazione di gemme magiche.

## Origine del nome
Quando il Dottor Mist comparve per la prima volta si fece chiamare Nommo. I Nommo sono spiriti ancestrali (a volte a cui ci si riferisce come a divinità) venerati dalla tribù Dogon di Mali, in Africa. La parola Nommo deriva da una parola Dogon che significa, "farsi un drink". Ci si riferisce ai Nommo anche chiamandoli "Signori dell'Acqua", "I Monitor", e "Gli Insegnanti". Nommo può essere un nome appropriato per un individuo, o per riferirsi ad un gruppo di spiriti nel loro complesso.